# Nombre 195
El nombre 195 (CXCV) és el nombre natural que segueix el nombre 194 i precedeix el nombre 196.
La seva representació binària és 11000011, la representació octal 303 i l'hexadecimal C3.
La seva factorització en nombres primers és 3×5×13; altres factoritzacions són 1×195 = 3×65 = 5×39 = 13×15; és un nombre 3-gairebé primer: 13 × 3 × 5 = 195.